# Marigot
Marigot a Szent Márton-szigeten elterülő Saint-Martin francia tengerentúli terület (franciául collectivité) legnagyobb települése és egyben fővárosa a sziget nyugati partján.